# Petra Thümer
	Petra Thümer (Chemnitz, 29 januari 1961) is een Oost-Duits zwemster.

## Biografie
Thümer won tijdens de Olympische Zomerspelen van 1976 de gouden medaille op de 400m en 800m vrije slag. Beide keren zwom zij in de finale een wereldrecord.
Op de Europese kampioenschappen zwemmen 1977 won Thümer driemaal goud.

## Internationale toernooien
| Jaar | Olympische Spelen                 | Europese kampioenschappen                           |
| ---- | --------------------------------- | --------------------------------------------------- |
| 1976 | 400m vrije slag · 800m vrije slag |                                                     |
| 1977 |                                   | 200m vrije slag · 400m vrije slag · 800m vrije slag |

1924: Martha Norelius ·
1928: Martha Norelius ·
1932: Helene Madison ·
1936: Rie Mastenbroek ·
1948: Ann Curtis ·
1952: Valéria Gyenge ·
1956: Lorraine Crapp ·
1960: Chris von Saltza ·
1964: Ginny Duenkel ·
1968: Debbie Meyer ·
1972: Shane Gould ·
1976: Petra Thümer ·
1980: Ines Diers ·
1984: Tiffany Cohen ·
1988: Janet Evans ·
1992: Dagmar Hase ·
1996: Michelle Smith ·
2000: Brooke Bennett ·
2004: Laure Manaudou ·
2008: Rebecca Adlington ·
2012: Camille Muffat ·
2016: Katie Ledecky ·
2020: Ariarne Titmus ·
2024: Ariarne Titmus
1968: Debbie Meyer ·
1972: Keena Rothhammer ·
1976: Petra Thümer ·
1980: Michelle Ford ·
1984: Tiffany Cohen ·
1988: Janet Evans ·
1992: Janet Evans ·
1996: Brooke Bennett ·
2000: Brooke Bennett ·
2004: Ai Shibata ·
2008: Rebecca Adlington ·
2012: Katie Ledecky ·
2016: Katie Ledecky ·
2020: Katie Ledecky